# Ed Gale
Edward Gale (23. srpna 1963 – 27. května 2025 Los Angeles) byl americký herec a kaskadér. Proslavil se především ztvárněním postavy Chuckyho ve filmech Dětská hra, Dětská hra 2 a Chuckyho nevěsta.

## Životopis
Edward Gale se narodil v srpnu 1963 v Plainwellu ve státě Michigan. Narodil se s vrozeným dwarfismem, kvůli kterému měřil pouze 101 centimetrů.
Debutoval v roce 1986, kdy ztvárnil hlavní rolí Howarda ve filmu Kačer Howard. Hlas Howardovi propůjčil Chip Zien. V roce 1988 si zahrál Chuckyho v hororu Dětská hra a následně se objevil v dalších dvou filmech této série. V roce 1991 hrál dinosaura Tashu v krátkometrážním televizním seriálu Land of the Lost.
V roce 2002 ztvárnil vedlejší postavu Bobbyho Barryho ve filmu Ďáblíci. Dále se objevil v menší roli v populárním americkém televizním sitcomu Jmenuji se Earl.
Ed Gale zemřel 27. května 2025 v losangeleském hospicu. Bylo mu 61 let.

## Kontroverze
V dubnu 2023 byl obviněn skupinou online lovců predátorů, z pokusu o sex s nezletilými osoby, mezi nimiž měl být i čtrnáctiletý muž. Dne 19. dubna mu policejní oddělení Los Angeles při domovní prohlídce zabavilo telefon, i přestože zatím nebyl obviněn ani zatčen.
Brzy vyšlo najevo, že se skupině přiznal k psaní nezletilým a k pokusu o pohlavní styk s nezletilým chlapcem. Dále přiznal, že v minulosti vedl sexuální konverzace s nejméně deseti dalšími osobami, o nichž se domníval, že jsou nezletilé.
Až do své smrti byl nadále vyšetřován losangeleskou policií a okresním státním zastupitelstvím. Po jeho smrti mluvčí losangeleského okresního státního zastupitelství uvedl, že případ byl v září 2023 předán losangeleskému městskému státnímu zastupitelství, ale pouze jako obvinění z přečinu.

## Filmografie (výběr)

### Filmy
- Kačer Howard (1986)
- Spaceballs (1987)
- Dětská hra (1988)
- Dětská hra 2 (1990)
- Chuckyho nevěsta (1998)
- Bratříčku, kde jsi? (2000)
- Dobrodružství Rockyho a Bullwinkla (2000)
- Polární expres (2004)